# El Pla del Penedès
El Pla del Penedès – gmina w Hiszpanii, w prowincji Barcelona, w Katalonii, o powierzchni 9,49 km². W 2011 roku gmina liczyła 1198 mieszkańców.